# 郭如星
郭如星（？—1610年），号方壺，河南河南府新安县人。明朝政治人物。

## 生平
万历十三年（1585年）乙酉科举人，十七年（1589年）己丑科进士，授中书舍人，歷工科、礼科、刑科给事中，累官吏科都给事中。万历二十九年，湖廣僉事冯应京以劾税監陳奉，被贬职除名，又命逮入京。吏科都给事中郭如星、刑科给事中陈维春更连章弹劾陈奉。万历帝怒，谪两人边方杂职，郭如星被降职为贵州印江县典史，陈维春为贵州桐化县典史。万历三十八年二月（1610年）卒官。

## 家族
國初始祖郭廷彦者，自偃師徙居新安，五傳生郭禮，禮生蓬，號石橋，為如星祖父。祖母藍氏。父郭時安，字子行，别號雲亭，贈中書舍人。元配董孺人，继室劉氏。
娶孙氏、许氏，有子郭起龙。